# Luchthaven Lakselv Banak
Luchthaven Lakselv Banak (IATA: LKL, ICAO: ENNA) ligt 1,5 kilometer vanaf het centrum van Lakselv, in de gemeente Porsanger in de regio Finnmark, Noorwegen. Afgezien van Lakselv, bedient de luchthaven ook Karasjok, waar een verbinding met de airportbus naartoe is. De luchthaven wordt op de markt gebracht onder de naam Noordkaap Airport (hoewel de Noordkaap 180 kilometer verderop is) en is eigendom van en wordt geëxploiteerd door Avinor. In 2005 had de luchthaven 52.981 passagiers.
De luchthaven heeft dagelijkse verbindingen naar Tromsø, Kirkenes en Alta, geëxploiteerd door Widerøe, evenals internationale chartervluchten tijdens het zomerseizoen. Tijdens de zomer opereert SAS een seizoensgebonden verbinding naar Oslo Gardermoen. Het is de meest noordelijke luchthaven op het Europese vasteland, die een startbaan heeft geschikt voor vliegtuigen als de Boeing 737.

## Geschiedenis
Lakselv Banaks eerste gebruik als een luchthaven kwam al in 1938, toen de militairen een kleine grindbaan creëerden diagonaal op de huidige baan. Deze oorspronkelijke baan is nog gedeeltelijk zichtbaar in gebieden met weinig vegetatie.
Tijdens de Tweede Wereldoorlog breidde de Duitse bezetter de luchthaven uit, met hangars, workshops en ziekenhuizen. De gebouwen en installaties werden vernietigd tijdens de Duitse terugtocht in 1944.
Na de oorlog werd het vliegveld overgenomen door de luchtmacht, maar de baan met een houten oppervlak was van slechte kwaliteit, omdat er materiaaltekort kwam tijdens de eerste periode van wederopbouw in Finnmark. In 1951 was de start en landingsbaan tijdelijk onbruikbaar en de vliegactiviteiten werden tijdelijk gestaakt.
Luchthaven Lakselv Banak werd weer geopend in 1963, samen met de andere twee belangrijkste luchthavens in Finnmark, Luchthaven Alta en Luchthaven Kirkenes Høybuktmoen. De luchthaven werd gefinancierd door de NAVO. De luchthaven is sindsdien verschillende keren uitgebreid om tegemoet te komen aan de militaire en de voor burgerluchtvaart geldende eisen.

## Ongevallen en incidenten
- 29 juni 2005: Een ICP Savannah microvliegtuig stort neer, slechts een paar minuten na vertrek uit Banak, met twee instructeurs aan boord. Beide instructeurs werden gedood in het ongeluk.
- 23 maart 1992: Een F-16A verliest de controle op 18.000 voet hoogte. De piloot overleeft het ongeluk wel.
- 12 juni 1985: F-16B met twee personen aan boord krijgt problemen ten noorden van Banak. De piloot overleefde, terwijl een officier uit Banak Air Station overleed.